# Valvata cristata
Valvata cristata е вид коремоного от семейство Valvatidae.